# Svinica Krstinjska
Svinica Krstinjska – wieś w Chorwacji, w żupanii karlowackiej, w gminie Vojnić. W 2011 roku liczyła 253 mieszkańców.